# Palouse to Cascades State Park Trail

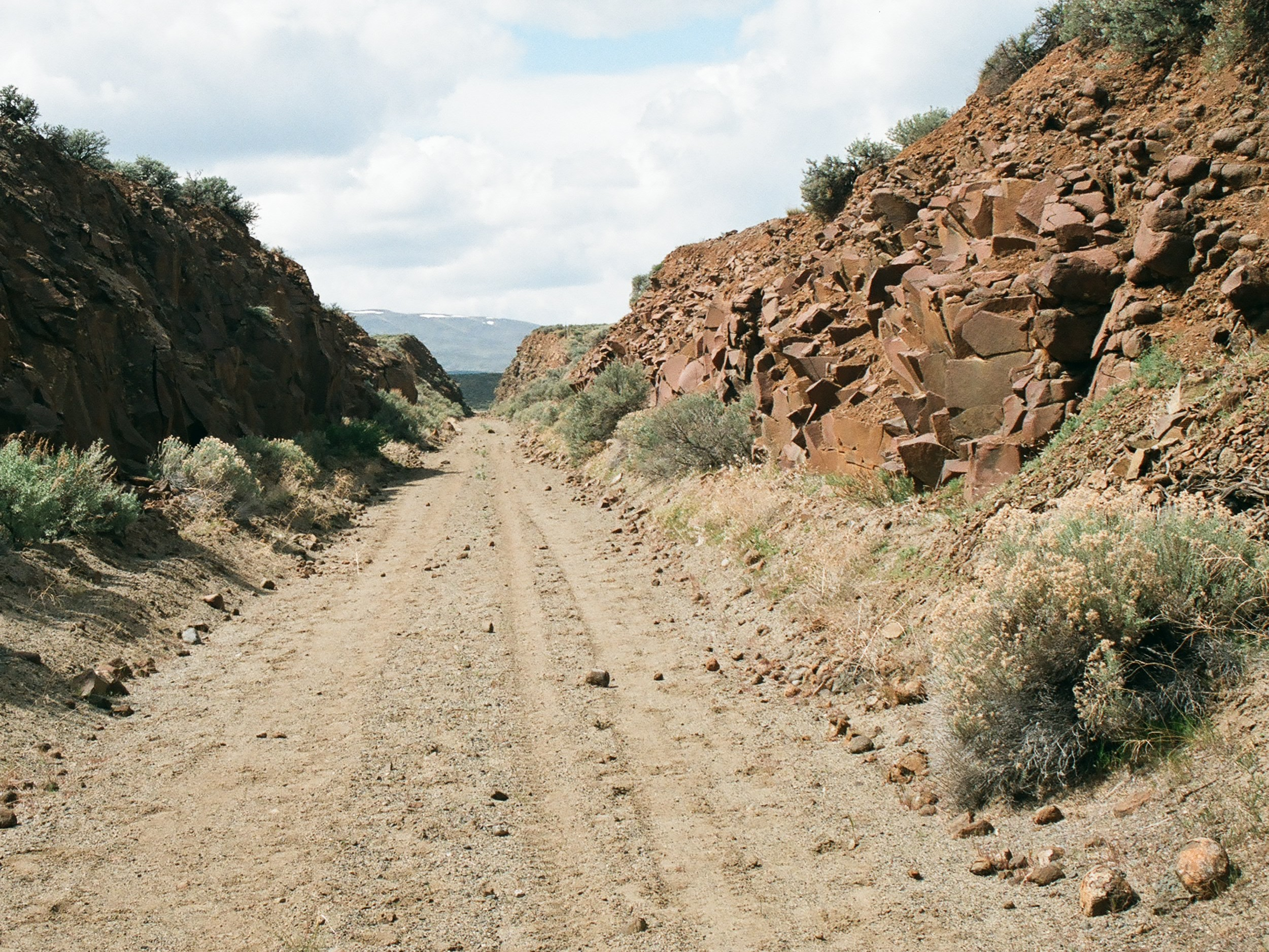
Einschnitt für die Bahntrasse am Ostende des im Iron Horse State Park verlaufenden Teils des Palouse to Cascades State Park Trail, der sich dem Columbia River südlich von Vantage nähert

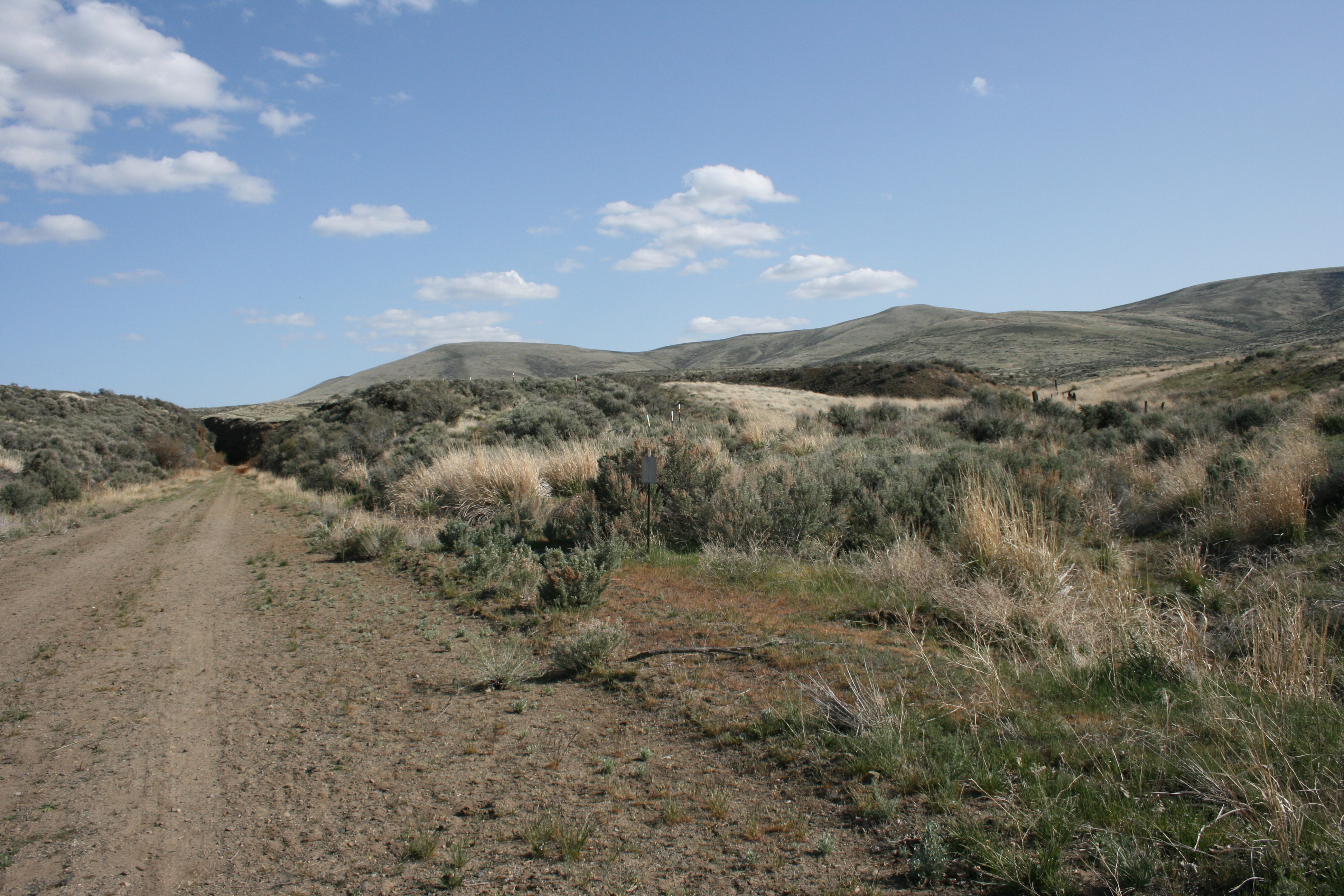
Die Saddle Mountains vom Palouse to Cascades State Park Trail aus, Blick nach Ost-Südost am Boylston Tunnel

Der Palouse to Cascades State Park Trail, früher als John Wayne Pioneer Trail bezeichnet, ist ein auf einer ehemaligen Eisenbahntrasse verlaufender Wanderweg, der durch den größten Teil des US-Bundesstaates Washington verläuft. Er folgt dem früheren Gleisbett der Chicago, Milwaukee, St. Paul and Pacific Railroad (Milwaukee Road) über 300 mi (483 km) quer durch zwei Drittel des Staates vom Westabhang der Kaskadenkette bis zur Grenze nach Idaho.
Das frühere Gleisbett der Milwaukee Road wurde vom Bundesstaat über ein Quitclaim deed, im angelsächsischen Rechtssystem eine Verzichtserklärung, akquiriert, um ihn als Erholungsweg für den nicht-motorisierten Verkehr zu nutzen; er wird von der Washington State Parks and Recreation Commission und dem Washington State Department of Natural Resources unterhalten. Die State Legislature sicherte sich über ein Right-of-way den Korridor mit allen Einrichtungen der Eisenbahn, was eine künftige Wieder-Inbetriebnahme als Eisenbahntrasse ermöglicht.
Der Trail wurde ursprünglich zu Ehren der John Wayne Pioneer Wagons and Riders Association für ihre Unterstützung bei der Einrichtung als John Wayne Pioneer Trail bezeichnet. Der 100 mi (161 km) lange Abschnitt von Cedar Falls (nahe North Bend) bis zum Columbia River südlich von Vantage wurde vom Iron Horse State Park ausgebaut und wird auch von diesem unterhalten. Er wurde 2002 zum National Recreation Trail erhoben. 2018 wurde er von der Washington State Parks and Recreation Commission in Palouse to Cascades State Park Trail umbenannt.

## Geschichte
Zwei Abgeordnete aus dem 9. Wahldistrikt des Bundesstaates Washington versuchten 2015, einen Nachtragshaushalt zu erreichen, der einen 130 mi (209 km) langen Abschnitt des Trails östlich des Columbia River schließen würde. Später wurde festgestellt, dass ein Textfehler, der den geschlossenen Abschnitt als „vom Columbia River bis zum Columbia River“ bezeichnete, den Nachtragshaushalt zeitweise für nichtig erklärte.
Im April 2018 schlugen die Washington State Parks vor, den Trail und den Iron Horse State Park umzubenennen, um die Verwirrung zu beseitigen. Die Washington State Parks and Recreation Commission vergab im Mai den Namen Palouse to Cascades State Park Trail.

## Besonderheiten

### Zugänge im Iron Horse Park
Die Zugangspunkte zum ausgebauten Abschnitt des Trails, der von der Washington State Parks and Recreation Commission verwaltet wird, befinden sich
- am Rattlesnake Lake, Cedar Falls – westlicher Endpunkt und Verbindung zum Snoqualmie Valley Regional Trail
- an den Twin Falls
- in Hyak – mit Zugang zum 2,3 mi (3,7 km) langen Snoqualmie Tunnel durch den Hauptgrat der Kaskadenkette. Im Winter bietet dieser Ort Zugang zu einem Rodelhang und Skiwanderwegen für Querfeldein-Skifahren im klassischen und freien Stil von Hyak aus ostwärts. Ein Skipass des Washington Department of Transportation ist zum Parken im Winter erforderlich. In fußläufiger Entfernung befindet sich eine zum State Park gehörende Schutzhütte.
- in Easton – zum Abstieg am Osthang der Kaskaden
- in Cle Elum – bietet Zugang zum Upper Yakima River Canyon
- in Thorp – nahe der historischen Mühle Thorp Mill
- in Kittitas – im weiten landwirtschaftlich genutzten Tal des Yakima River östlich von Ellensburg
- am Army West – am Westende des Abschnittes durch die Strauchsteppen-Landschaft des Yakima Training Center der U.S. Army
- am Army East – am Ostende des Abschnittes durch das Yakima Training Center, wo der Columbia River erreicht wird

### Tunnel
Der Trail durchläuft sechs Tunnel, darunter den längsten Wanderweg-Tunnel der Welt, den 11.894 ft (3.625 m) langen Snoqualmie Tunnel, der im Nummernsystem der Eisenbahn die #50 war. Nach diesem Nummernsystem geordnet sind die anderen fünf: der Boylston Tunnel (#45), der Thorp Tunnel (#46), der Picnic Area Tunnel (#47), der Easton Tunnel (#48) und der Whittier Tunnel (#49). Der Boylston Tunnel war auch als Johnson Creek Tunnel bei der Eisenbahngesellschaft bekannt, die #46 und die #47 auch als die Thorp Tunnels.

### Unbefestigter Abschnitt

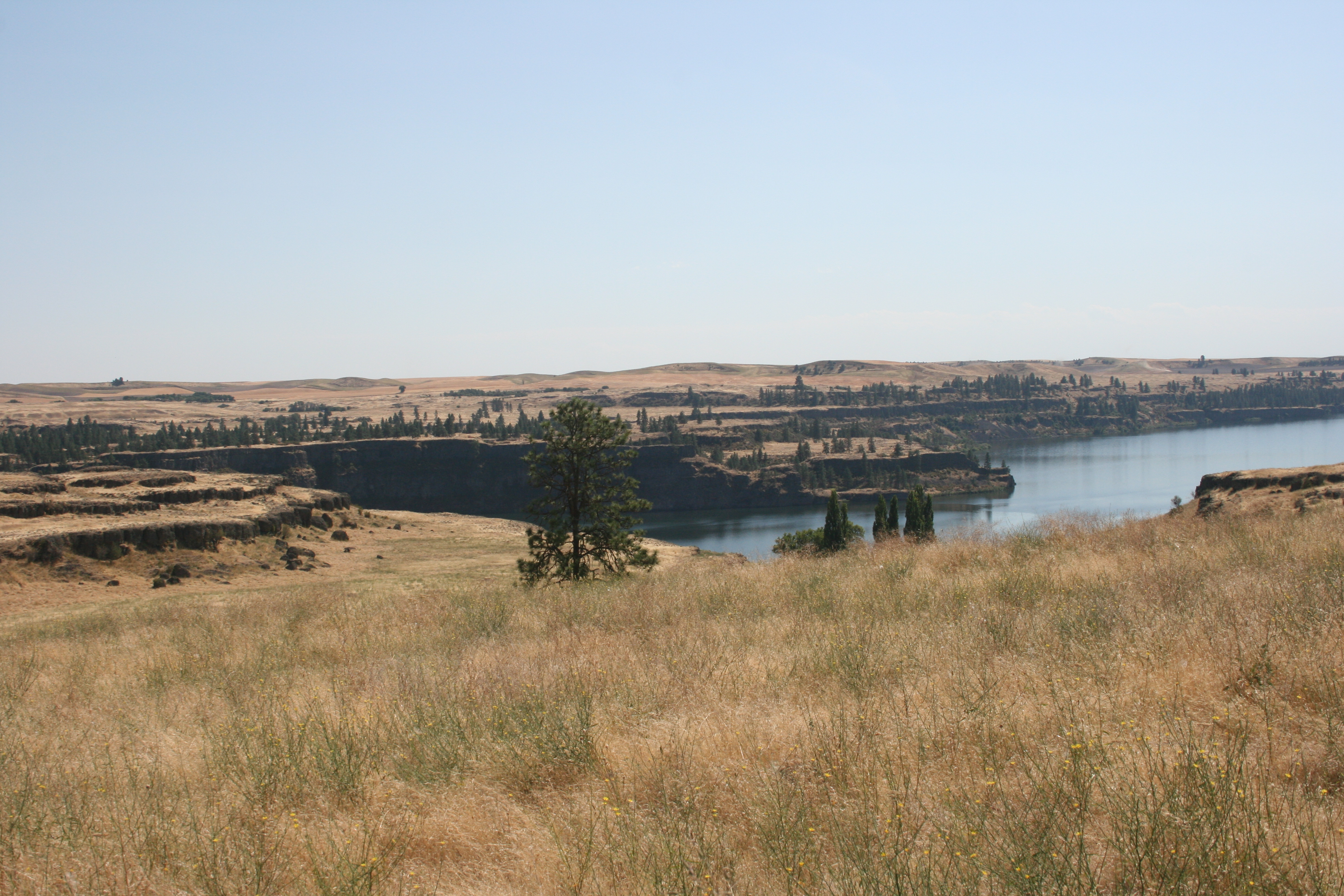
Der Trail verläuft auf der Ostseite des Rock Lake im Einzugsgebiet des Rock Creek; die ehemalige Bahnstrecke klettert wie im Bild zu sehen die Basalt-Wände des Sees hinauf.

Zugangspunkte zum nicht ausgebauten Abschnitt des Trails, der von der Washington State Department of Natural Resources unterhalten wird, wurden bisher nicht offiziell für die Öffentlichkeit freigegeben. Der Trail bietet dennoch Zugang zur einzigartigen Erosionslandschaft der Channeled Scablands, und mehrere Abschnitte können als Zugang zu diesem durch die kataklysmischen Missoula-Fluten geschaffenen Gebiet gelten; die Missoula-Fluten überschwemmten zeitweise das heutige östliche Washington mit dem Columbia River Plateau während des Pleistozäns. Bei Malden, einst der Standort der weltgrößten Eisenbahn-Drehscheibe, planen die Washington State Parks einen Zugangspunkt im ehemaligen Bahnhof.